# Цеприц, Карл
Карл Якоб Цеприц (нем. Karl Zöppritz; 14 апреля 1838, Дармштадт — 21 марта 1885, Кёнигсберг) — немецкий математик, физик, географ, педагог, профессор Кёнигсбергского университета, доктор наук.

## Биография
Родился в семье фабриканта и депутата государственного парламента. Окончил среднюю школу и высшее профессиональное училище в своём родном городе. С 1856 года изучал математику и физику в университетах Гейдельберга и Кёнигсберга, а также в Парижском университете, где получил докторскую степень. В 1865 году стал преподавателем физики Тюбингенского университета.
В 1867—1880 годах — доцент кафедры математической физики, затем профессор физической географии в университете Гисена, потом в Кёнигсберге, где читал лекции по общей географии, специальному краеведению и этнографии, а также метеорологии и климатологии.
Был женат на дочери химика Генриха Вилля.

## Научная деятельность
Исследования Карла Цеприца были сосредоточены на картографических и геофизических вопросах, по которым он опубликовал ряд работ. В частности, работал над определением местоположения и высоты на основе отчётов о путешествиях и экспедициях. Самой важной его работой считается трактат по теории океанских течений, опубликованный в «Анналах физики» в 1878 году.
В 1883 году был принят в Леопольдину и в том же году участвовал в создании Немецкого метеорологического общества.
Автор нескольких важных работ по физической географии: «Hydrodynamische Probleme in Beziehung zur Theorie der Meeresströmung», в «Petermanns Mitteilungen», ряд гипсометрических работ. Кроме того, он напечатал хороший учебник по картографии под названием «Leitfaden der Kartenentwurfslehre» (1884) и обработал «Pruyssenaeres Reisen im obern Nilgebiet» (1877).
Скончался внезапно от неустановленной болезни.